# Camille Desmazures
Camille Augustin André Desmazures est un ingénieur français, né à Paris (ancien 2e arrondissement) le 13 juin 1823 et mort à Paris (8e arrondissement) le 21 janvier 1888. 

## L’ingénieur des Ateliers nationaux et des Ateliers de la Sauldre
Camille Desmazures est élève de l’École centrale de 1842 à 1846. En 1848, à sa demande, il devient ingénieur aux Ateliers nationaux de Paris puis aux Ateliers de la Sauldre chargés du creusement du canal de la Sauldre, en Sologne, jusqu’à leur fermeture au printemps de 1849 où il fut l’adjoint de Raffaele Pareto. Camille Desmazures était chargé plus particulièrement des questions administratives concernant le chantier et des relations avec le ministère des Travaux publics.

## L’exploitant du borax turc
On retrouve Camille Desmazures un peu plus tard en Turquie, où il se serait établi dès 1850 selon des sources turques. Il est alors chargé par le gouvernement du sultan Abdul Medjid de l’établissement de phares sur les côtes ottomanes. Dans le cadre de son service, il découvre incidemment la présence de borax – du minerai de bore, alors très peu utilisé – sur la côte sud de la mer de Marmara. En 1855, il obtient du gouvernement turc l’autorisation d’exploiter pendant vingt ans les gisements découverts et il installe à Maisons-Laffitte, dans la banlieue parisienne, une raffinerie pour le traitement du borax qu’il exploite avec un associé anglais Charles Hanson et Groppler (Charles Hanson, Desmazures and Groppler Company). A l’expiration de la concession, en 1875, les deux hommes ne peuvent trouver le capital nécessaire à son renouvellement, ce qui les oblige à céder l’entreprise à une compagnie franco-anglaise, The Borax Company. 

## L’inventeur d’un nouveau type d’accumulateur électrique
Dans les années 1880, avec Commelin et Bailhache, Camille Desmazures mène des recherches sur l’accumulation de l’électricité, ce qui le conduit à déposer, le 3 mai 1887, un brevet d’invention relatif à un accumulateur non pas au plomb, mais au zinc et au cuivre. La légèreté de ce nouveau type d’accumulateur le fait choisir pour équiper le premier sous-marin moderne au monde inventé par l’ingénieur militaire Gustave Zédé, le Gymnote, alors en construction. Au cours de l’année 1887 Camille Desmazures réalise, avec son associé Commelin, la batterie de 564 accumulateurs destinée à la propulsion du Gymnote, mais il meurt brusquement en janvier 1888, à l’âge de 65 ans. Commelin poursuit seul l’entreprise jusqu’aux premiers essais du sous-marin, couronnés de succès, le 17 novembre 1888.

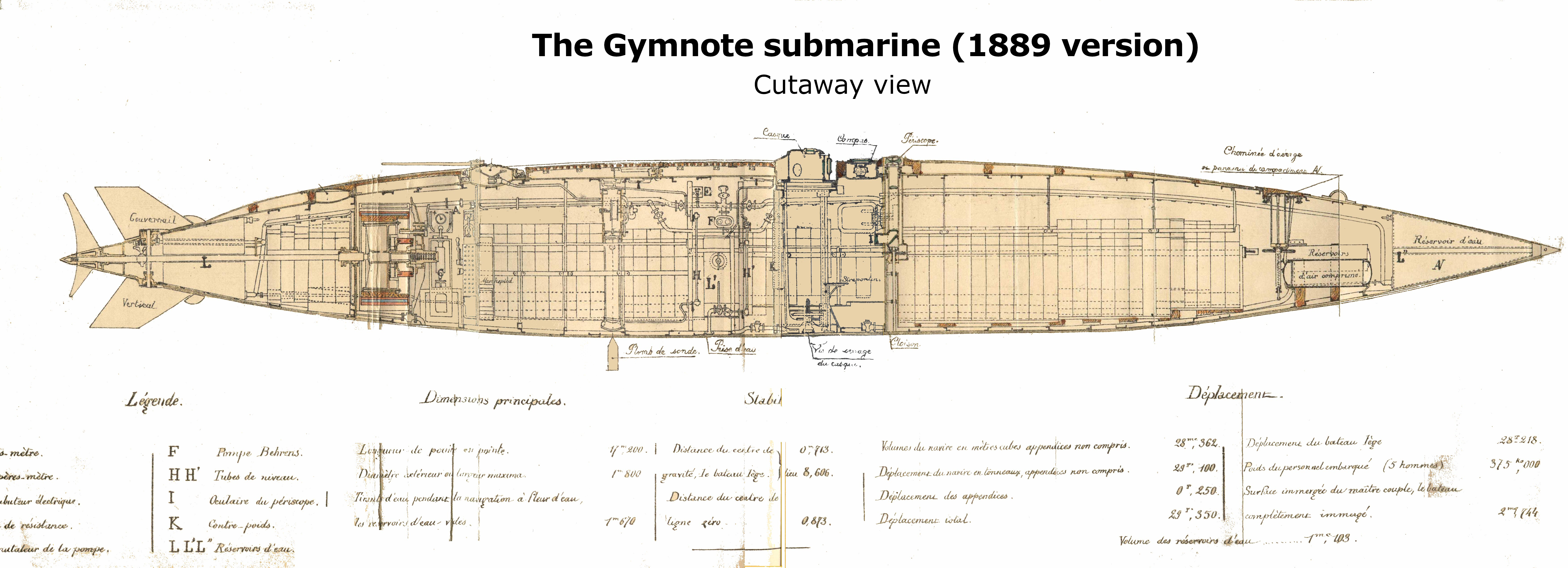
1888 - Plans de l'atelier d'essai pour le moteur électrique de A. C. Krebs et des accumulateurs "Desmazures, Commelin, Bailhache et Cie" du sous-marin GYMNOTE au Havre.
- 1888 - l'atelier d'essai pour le moteur électrique de A. C. Krebs et des accumulateurs "Desmazures, Commelin, Bailhache et Cie" du sous-marin GYMNOTE au Havre.
- 1889 - Le sous-marin Gymnote  vue en coupe avec le moteur électrique et les accumulateurs en place.

## Distinctions
Camille Desmazures était officier de l’ordre du Médjidié de Turquie (alors la plus haute distinction turque, créé en 1852 par le sultan Abdul Medjid pour récompenser les services civils et militaires), et chevalier de l’Ordre du Lion et du Soleil de Perse.

## Sources
Les informations très dispersées relatives à Desmazures sur Internet se rapportent seulement à deux thèmes : la découverte et l’exploitation du borax de Turquie (« l’importante industrie chimique dont M. Desmazures a doté notre pays », Encyclopédie chimique, 1884, p. 99), et l’invention en collaboration avec Commelin de l’accumulateur au zinc-cuivre peu avant sa mort.
Les éléments biographiques ayant permis d’esquisser la carrière de Camille Desmazures sont extraits de :
- Encyclopédie chimique, vol. 2-6, 1884, p. 71 et 99 (par Edmond Frémy et Paul-Louis Chastaing) ;
- Revue générale de chimie pure et appliquée, année 1903, p. 189 (par Charles Friedel) ;
- Nicolas Sergent, Etude sur la recristallisation de l’acide borique américain (rapport de stage dans l’entreprise « Borax Français » à Coudekerque, Nord). Université du Littoral, Dunkerque, 1997, p. 7 ;
- Jacques Thobie, Intérêts et impérialisme français dans l’Empire ottoman : 1895-1914, Paris, 1977 (p. 145) ;
- L’Année scientifique et industrielle, vol. 31, 1888, p. 94 et 172 (par Louis Figuier et Emile Gautier ; accumulateurs Commelin-Desmazures) ;
- L’Illustration, 12 décembre 1888, p. 411 (sur la collaboration de Commelin et Desmazures dans la mise au point de l’alimentation électrique du sous-marin La Gymnote).